# Petar Stambolić
Petar Stambolić (Servisch: Петар Стамболић) (Ivanjica, 12 juli 1912 – Belgrado, 21 september 2007) was een Joegoslavisch politicus. Stambolić speelde een belangrijke rol in het communistische verzet van Servië. Na het overlijden van Josip Broz Tito werd hij zelfs voorzitter van het presidium van de Socialistische Federale Republiek Joegoslavië, wat in die tijd werd gelijkgesteld aan presidentschap. Onder Tito was hij van 1963 tot en met 1967 ook al eerste minister. 
Petar was de oom van Ivan Stambolić. 
- Bibliothèque nationale de France: cb11544354q (data)
- Gemeinsame Normdatei: 1011853701
- International Standard Name Identifier: 0000 0001 1939 2663
- Library of Congress Control Number: n2010051740
- Nationale Bibliotheek van Tsjechië: jx20110105012
- Virtual International Authority File: 123395721
- WorldCat: E39PBJwdjmKFGrXMgKXyX93qQq